# Sibiu (distrikt)
Sibiu  er et distrikt i Transsylvanien i Rumænien med 421.724 (2002) indbyggere. Hovedstad er byen Sibiu.

## Byer
- Sibiu
- Mediaş
- Agnita
- Avrig
- Cisnădie
- Copşa Mică
- Dumbrăveni
- Miercurea Sibiului
- Ocna Sibiului
- Sălişte
- Tălmaciu

## Kommuner
| - Alţâna - Apoldu de Jos - Arpaşu de Jos - Aţel - Axente Sever - Bazna - Bârghiş - Biertan - Blăjel | - Boiţa - Brateiu - Brădeni - Bruiu - Chirpăr - Cârţa - Cârţişoara - Cristian - Dârlos - Dealu Frumos | - Gura Râului - Hoghilag - Iacobeni - Jina - Laslea - Loamneş - Ludoş - Marpod - Merghindeal | - Micăsasa - Mihăileni - Moşna - Nocrich - Orlat - Păuca - Poiana Sibiului - Poplaca - Porumbacu de Jos | - Racoviţa - Răşinari - Râu Sadului - Roşia - Sadu - Slimnic - Şeica Mare - Şeica Mică - Şelimbăr | - Şura Mare - Şura Mică - Tilişca - Târnava - Turnu Roşu - Valea Viilor - Vurpăr |

45°52′N 24°14′Ø / 45.87°N 24.23°Ø